# 映画館

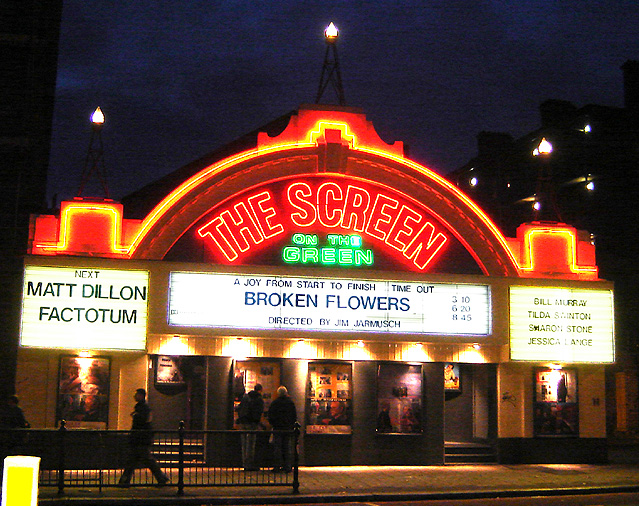
イギリスにある映画館の外観

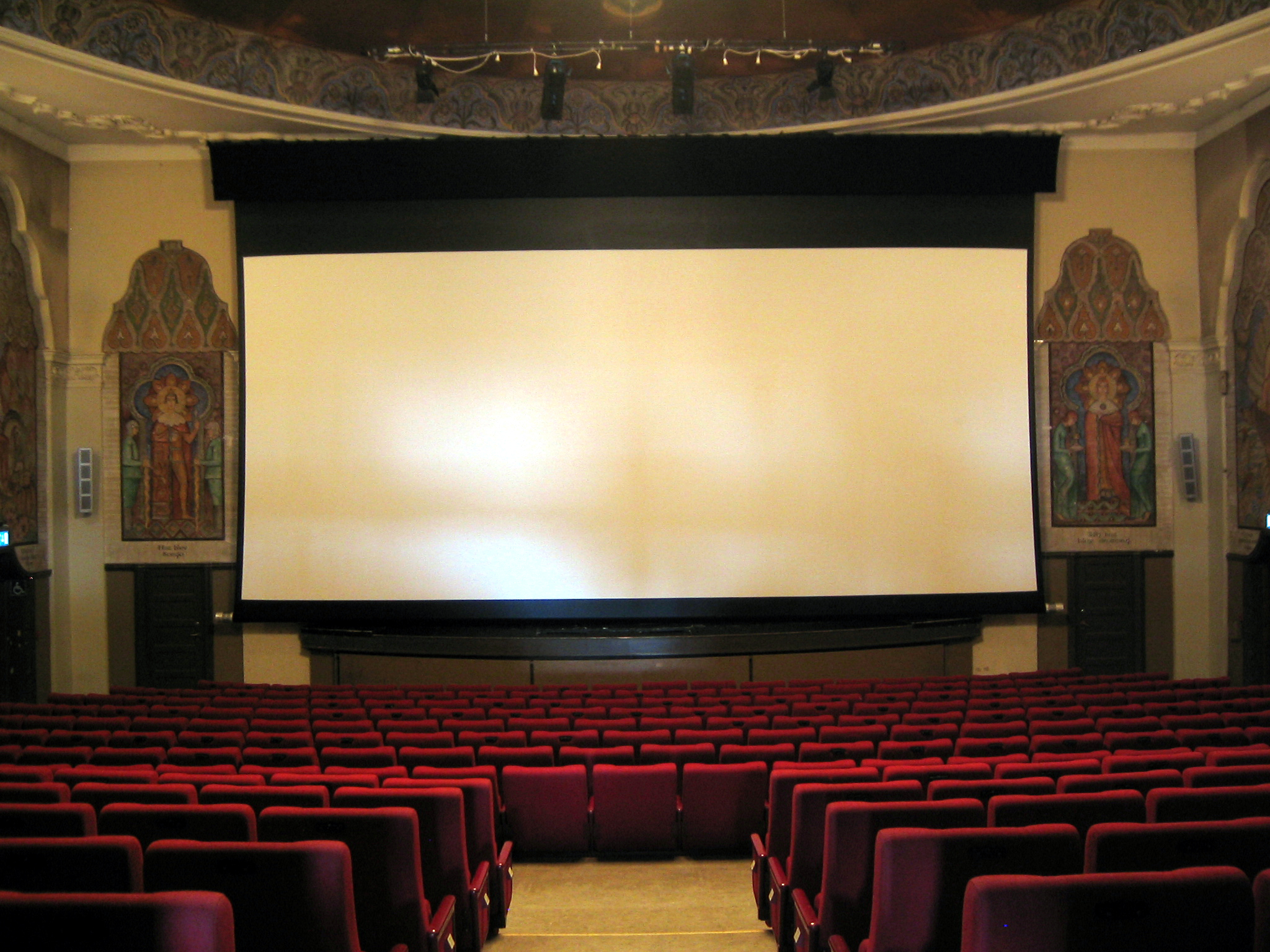
ノルウェーの映画館の館内

映画館（えいがかん、英: cinema, 米: movie theater）は、不特定多数の観客に対して映画を専門的に上映する劇場・施設。

## 概要
映画館では観客席の前の大きなスクリーン（映写幕）に映写機によって作品が投影される。
1899年にフィラデルフィアで開催された博覧会において、シグマンド・ルービンが映画を上映するパルテノン風建築のシネオグラフ館を期間限定で公開した。これが世界初の映画館ともされる。1905年頃から、アメリカで5セントで入場できる映画館ができ流行した。これらの映画館はサイレント映画を上映していた。→#歴史
映画館の特徴は、その大きなスクリーンにあるので、映画館で上映されている作品や映画館を、象徴的に英語ではbig screen（大きなスクリーン）とも言う。また、テレビをsmall screen（小さなスクリーン）と呼び、対比的に用いている。かつてスクリーンはやや銀色がかったものを用いていたので、英語ではsilver screen（＝銀色のスクリーン）、日本語では「銀幕」と言う。
2020年代に入り、映写幕ではなく4K LEDスクリーンで映像を映す映画館も登場している。

## 名称
英国英語では「cinema」、米国英語では「movie theater」あるいは単に「theater」と称し、日本でも「シアター」と称する場合があるが、「theater」は映画館と（演劇用の）劇場とを総称する言葉である。フランス語では「salle de cinéma サル・ド・シネマ」（＝映画ホール）あるいは略して「cinéma」とも言うので、日本では短い方を採用してフランス風に「シネマ」とも呼ばれる。

## 歴史

### 前映画館期

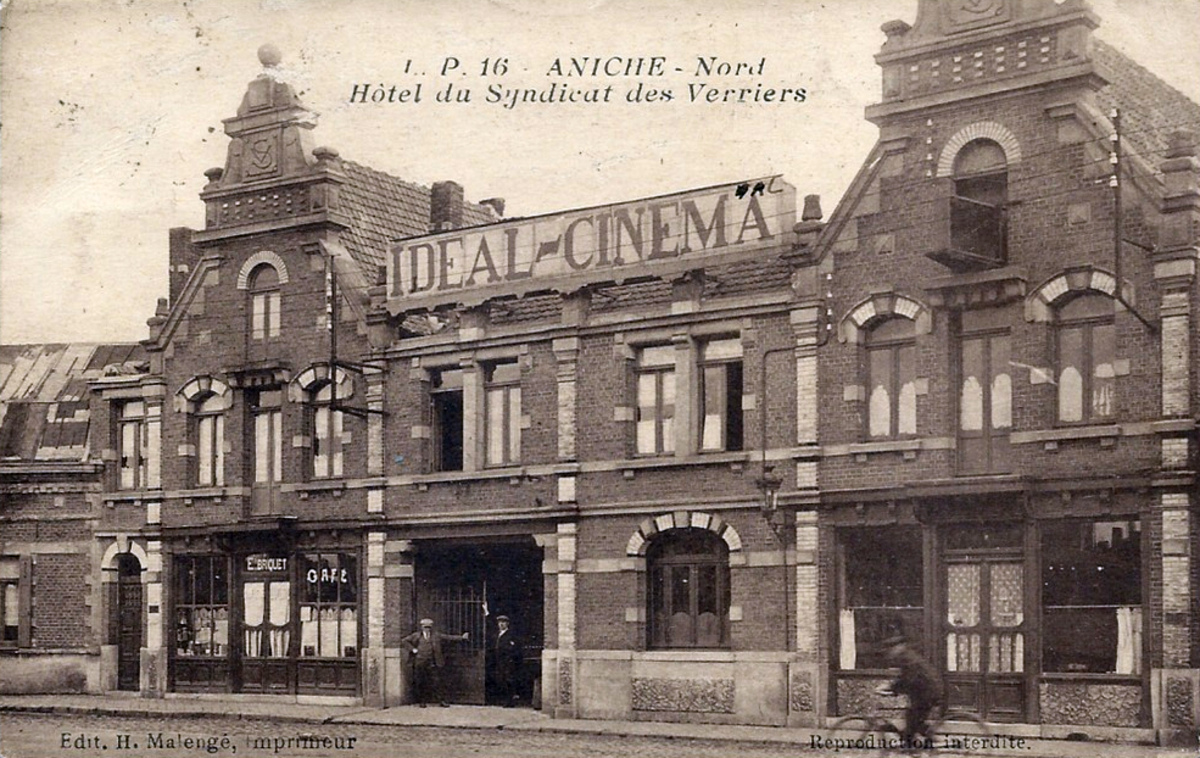
最初期の映画館とみなされることもあるリデアル・シネマ・ジャック・タチ（フランス）

1889年にトーマス・エジソンらが発明した（実際の開発者は、ウィリアム・K・L・ディクソン）キネトスコープは、のぞき窓を小窓から1人で覗き込む非投影式の映画装置であり、内容もちょっとしたコントや寸劇程度のもので、デパートやドラッグストアなど様々な場所に置かれていた。1894年春、ブロードウェイに元靴屋を改築したキネトスコープ・パーラーが開店し、複数台並べられたキネトスコープを観客が順次のぞき見て周るラウンド制上映が行われた。
「スクリーンに投影された映像を不特定多数の人間が同一の場所で視覚的に共有する」（ジョルジュ・サドゥールによる映画の定義）タイプの上映装置は、リュミエール兄弟が開発したシネマトグラフ・リュミエールによる1895年の公開が最初である。このタイプの上映は、ヴォードヴィル劇場や地方のオペラハウスなどでの添え物的な上映か、ストアフロント劇場と呼ばれる仮設劇場での上映に限られていた。
1900年のパリ万国博覧会では、リュミエール兄弟が、後のIMAXシアターの登場を予感させる巨大スクリーン・巨大会場での上映を行った。また、1899年のフィラデルフィアでの博覧会では、シグマンド・ルービンが後のピクチュア・パレスを思わせるパルテノン風建築のシネオグラフ館を公開している。期間限定とはいえ、これが世界初の映画館といえる。
発明家ウィリアム・J・キーフが1904年のセントルイス万国博覧会で発表した、列車型ライドに乗ってトンネル内のスクリーンに映し出される映像を楽しむ擬似列車旅行装置は、1905年に改良を加えられて、主要都市の遊園地内に設置され、ヘイルズ・ツアーズの名で好評を博した。観客は、列車型の館内でファントム・ライド映画と呼ばれる「動く景色」の映像を見ながら、ショットにあわせて列車が震動し、汽笛を鳴らし、人工の風が吹き込むのを楽しんだ。

### ニッケルオデオン
1905年ごろ、ニッケルコイン1枚で入場できると、アメリカで流行した。これが、最初の常設映画館であると言われている。スクリーンの大きさは縦3.5メートル、横4.5メートルほどの大きさしかなく、設備も伴奏用のピアノがあるくらいだった。映写機は1台しかなく、フィルムをかけかえる間、幻燈機によるスライド上映が行われた。スライドの内容は、「他のお客様の迷惑になる行為はご遠慮ください」といったメッセージや、観客が合唱するための歌詞であった。サイレント映画にオーケストラによる伴奏がつくようになったのは1910年頃からである。興行形態は (1)スライド (2)15分ほどの映画上映 (3)歌詞とイラスト付きのカラー・スライド上映と館内合唱 (4)幕間 (5)スライドに戻って3回目の映画上映で終了、といったものが一般的だった。英語を解さない移民でも理解出来るサイレント映画の上映は、彼らをアメリカ文化に同化させるのに重要な役割を果たしたといわれる。一方で、黒人専用映画館や、白人から隔離された黒人専用席などの差別待遇もあった。しかし、興盛を極めたニッケルオデオンも映画の長尺化に伴い、出火対策の不備、スクリーンの見難さ、収容人数の少なさ（100～300名程度）、劣悪な衛生環境、換気・冷暖房諸設備の不備、などの問題のために、1913年ごろには衰退していった。

### エアドーム

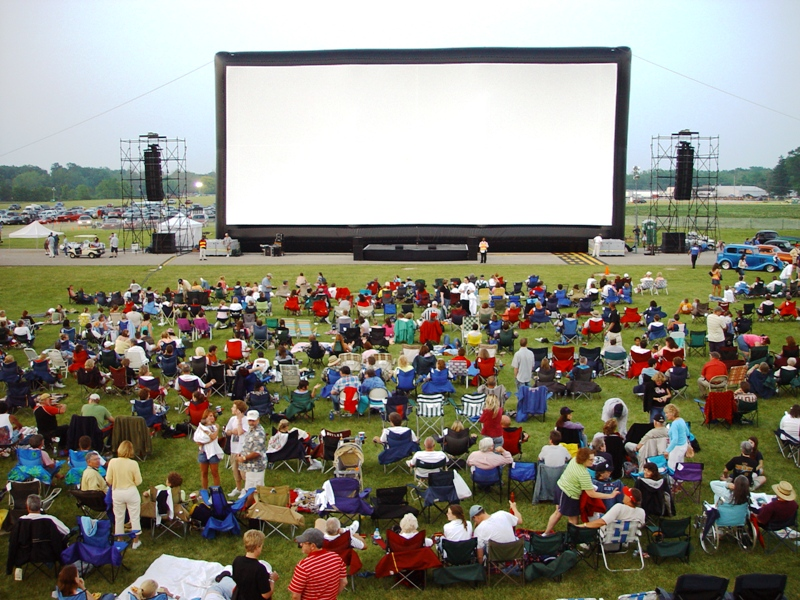
野外上映

1900年代半ばからは、夏期の館内暑気対策として、屋外上映施設が建設され始めた。1917年には一般映画館に冷房装置が備え付けられるようになり、1930年代には同じく屋外上映施設のドライブインシアターが登場したため、この頃には姿を消した。ただし、屋外映画館での上映はロカルノ映画祭などで、現在でもイベント的に行われており、南欧の古い映画館には屋根が開閉式のものが存在する。

### アートハウス
1920年代には映画の芸術としての側面が注目され始め、前衛芸術家やアマチュアのフィルムメーカーによる意欲的な実験映画や純粋映画が、芸術家の集まるカフェやアートハウスと呼ばれる専門映画館で上映されるようになった。

### ピクチュア・パレス
1915年ごろから、宮殿を思わせる豪華絢爛な巨大映画館ピクチュア・パレスが登場し始める。ヴェルサイユ宮殿などを参考にして華美な装飾を施したこの映画館の収容定員は1000～3000名で、入場料はニッケルオデオンの5倍から40倍ほどの高額であった。興行形態は (1)ドアマンによる出迎え (2)案内係によって座席まで誘導される (3)オーケストラによる序曲 (4)序曲が終わり、照明が落ちる (5)ニュース映画上映 (6)短篇の旅行記映画あるいは実景映画の上映 (7)声楽家、ピアニストなどのライブ・パフォーマンス (8)30分ほどの喜劇映画あるいは短篇アニメーション映画上映 (9)プロローグ (10)本編上映 (11)オルガン演奏と共に退場。1910年代後半から1920年代にかけて建設ブームが起こったが、トーキー映画の出現と1929年の経済恐慌によって経営が圧迫されていった。このタイプの映画館は現在ではほとんど残っていないが、ロサンゼルスのエジプシャン・シアターなどは営利目的よりも文化的目的で現在でも上映活動を続けている。

### 1930年代の映画館
1932年ごろから、中規模映画館によるA級映画、B級映画の長篇2本立て興行が始まった。この頃の映画館では特に館内の静粛性は求められず、上映中の入退場は自由であった。冒頭部では出演するスター達がクローズアップで紹介され、観客達はお気に入りのスターに拍手喝采を送り、映画会社も観客の反応をスターの人気を測る尺度にしていたという。この興行形態は、1948年にパラマウント社が独占禁止法違反の判決を受けてから徐々に廃れていった。
1930年代前半にはニュース映画専門館が現れ、戦時中の情報源として重宝された。この形態の映画館はテレビが普及する1950年代まで存続した。

### ドライブインシアター

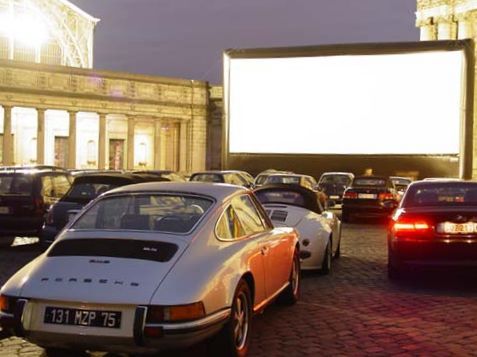
ベルギーのドライブインシアター

1933年初夏のニュージャージー州に登場した。アメリカで本格的に流行したのは、第二次世界大戦後のことである。終戦直後には100館ほどしかなかったが、車社会の到来、ベビーブーム、住宅地の郊外化などの要因によって1950年代初頭には3000館ほどに増えた。1948年には、やはりニュージャージー州に、乗客とパイロットが飛行機に乗ったまま映画を見ることの出来るフライトインシアターが開館された。他にも1973年の円形劇場型のドライブインシアター、宿泊客が部屋の窓越しに映画を見ることの出来るシアター・モーテルなど、奇抜なアイデアによる映画館が現れては消えていった。ドライブインシアターも、ピークを迎えた1950年代半ば以降はテレビに押されて衰退し、1970年代までには大半が閉館を余儀なくされた。このため、2020年代初頭に再びフォーカスがされるまでの四十数年間の間は完全に廃れていたコンテンツと化していた（『ドライブインシアター#見直しへ』も参照）。

### 成人映画館
1970年代初頭、文化先進諸国におけるポルノ解禁に伴い、多くの小規模経営映画館が成人指定映画専門映画館化し、爆発的流行を産んだが、アダルトビデオの登場により衰退した。

### シネマコンプレックス
1980年代以降、シネマコンプレックス（シネコン）と呼ばれる、複数スクリーンを持つ大型映画館が増えている。ショッピングモールなどと併設して郊外に建設されるケースが多く、今日では映画館の主流形態となっている。

### コミュニティシネマ
鑑賞環境の地域格差の是正、メディア・リテラシーの向上、街づくりへの貢献などを目的として、地域住民や地方政府などが中心となり上映を行なっている団体、もしくはそれらの団体が拠点とする映画館を指す。ドイツでは「コミナール・キノ」という名称で1970年代から主に地方政府の支援を受け公共性の高い映画館として広まっていった。イギリスでは英国映画協会が認定した公共映画館が「リージョナル・フィルム・シアター」という名称で多様性のある作品を上映している。日本では1990年代以降発生した中心市街地の空洞化や、シネマコンプレックスの台頭に伴い地方でミニシアター作品が上映されなくなったことなどからこのような活動が盛んになった。概念としてはドイツのコミナール・キノを元としている。

### 感染症と映画館
2020年に、アメリカ国内で新型コロナウイルス感染症が拡大すると、ほとんどの映画館が閉鎖を余儀なくされた。2021年3月ごろから映画館は再開され始めたが、入場客数の制限を行ったため映画館の経営は困難なものとなり、カリフォルニア州の例では地場の映画館チェーン、パシフィック・シアターズとアークライト・シネマズは、営業再開を断念して州内300の劇場をすべて閉鎖した。世界的に見てもアメリカに本拠を置き世界最大映画館チェーンを運営するAMCシアターズも2020年決算において46億ドル（約5000億円）の赤字を記録し、経営危機に直面した。2022年9月7日には、世界2位のシネワールドが破産申請を行った。
日本でも2020年から映画館の上映自粛が相次ぎ、さらに2021年には、東京都が独自の施策として床面積1000平方メートル超の映画館に休業を要請、1000平方メートル以下の場合は休業の協力を依頼したことから、都内の独立系のミニシアターでは経営が成り立たなくなり閉館が相次いだ。

## 日本

### 日本の映画館の歴史

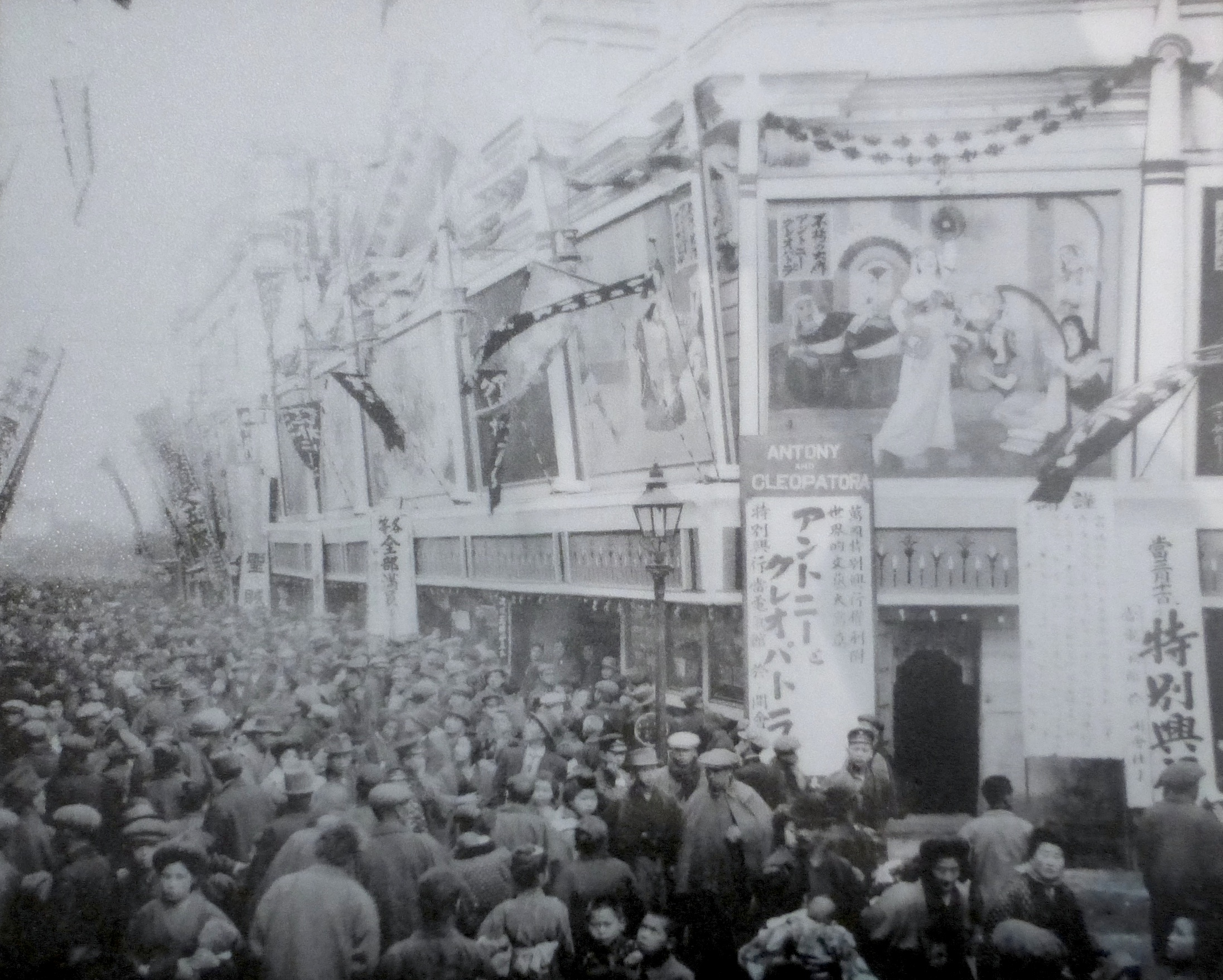
大正時代の電気館

1903年10月1日、東京浅草で電気館が開場した。これが日本における映画常設館の初めとされる。
営業中の常設館として現存最古の日本の映画館は、新潟県上越市にある1911年（明治44年）創業の高田世界館とされ、現在使われている建物も創業当時のものである。また、長野県長野市にある長野松竹相生座の建物は1892年（明治25年）から使われており、こちらも最古級である。
かつては映画館の名称が「○○劇場」「○○座」となっていたことが多かったほか、映画館自体を「劇場」と呼ぶ（例：館内の「劇場内は禁煙です」の注意書きなど）慣例も残っている。これは芝居小屋が映画館に転じた例があったことや、一部の大規模映画館で映画興行の合間にアトラクションとして実演（歌手の歌謡ショーや演芸など）が催されていた、といった経緯によるものである（このような映画館では楽屋を備えていた）。演劇の劇場との区別のため、用いられる例は少なくなっている。
入場税が存在した時期には映画館の入場も課税の対象となっており、1947年（昭和23年）から1950年（昭和25年）にかけては税率150パーセントの税が課されていた時期がある。
人口約60万人だった1960年頃の広島県広島市には、映画館が約60館以上がひしめき合っていた。封切館の大人料金は、1966年で500円、1975年で1000円だった。当時は二本立てが基本。朝一番の上映から最終上映まで留まることも可能で、二本立ての合間の休憩時間には決まってアイスクリーム売りのおじさんが現れた。脚本家の遊川和彦は、広島大学時代に広島市内の映画館を回り、そのアイスクリームを売るアルバイトをし、映画を見続けるうち、すっかり映画の虜になり、「好きな道で生きて行こう」と決めたという。
1990年代以降、複数のスクリーンが集まるシネマコンプレックス（シネコン）の台頭で、どこも街なかの映画館は次々と姿を消していった。

### 日本の映画館の形態
日本の映画館は、規模別・興行形態別に以下のように区分される。
- 新作映画を全国規模で一斉に上映する封切館（ロードショー館）
  - 従来型の封切館
  - シネマコンプレックス（シネコン）
- ミニシアター - 独立系映画会社による制作・輸入の新作映画など、小規模での公開を前提とした映画を上映する
- 名画座 - 旧作映画を主体に上映する

また、映画倫理機構（映倫）が定めるレイティングに従い、R-18指定の映画を中心に上映する映画館を「成人映画館」（後述）、それ以外の映画が主であるものを「一般映画館」と区分することがある。
封切館は大手映画会社によって築かれた全国規模のネットワーク（チェーン）が出来ており、テレビのネットワーク同様、原則としてネット元の映画会社が選択した映画を上映する映画館である。この場合、ある程度のヒットを想定している。大都市圏にはチェーンの中心となる館が設定される（これを「チェーン・マスター」といい、大規模な映画館がその役割を担う）。現代日本の封切館の主流は、1990年代～2000年代ころからシネマコンプレックス（シネコン）に移行しつつあり、規模や立地条件などにより区分された配給形態の等級づけ（後述）は、ほぼ消滅状態となっている。シネコンには従来型の映画館にない新技術を導入した劇場もある（巨大スクリーンのIMAXシアターやオムニマックス・シアターなど）。
名画座の源流は、封切館より立地の劣る区域向けの映画館で行われていた、封切り終了後に遅れて新作を上映する興行形態の存在である。封切館から1～2週間遅れで新作を上映するものを「二番館」、さらに遅れて上映する館を「三番館」「四番館」と呼んだ。これらの遅れ流通のことを「下番線」、下番線系列の映画館を総称して「下番線劇場」「下番線館」などと呼んだ。これら下番線劇場では二本立てや三本立ての興行が一般的で、特定1社ではなく複数の会社の製作・配給作品を取り混ぜて興行することも多かった。この「下番線」形態は上述のとおり、シネコンの登場で薄れつつある。また、名画座はレンタルビデオやDVDの普及により減少傾向にある。

### 一般的な営業形態

音響システムやカップホルダー等の設備が整った館内

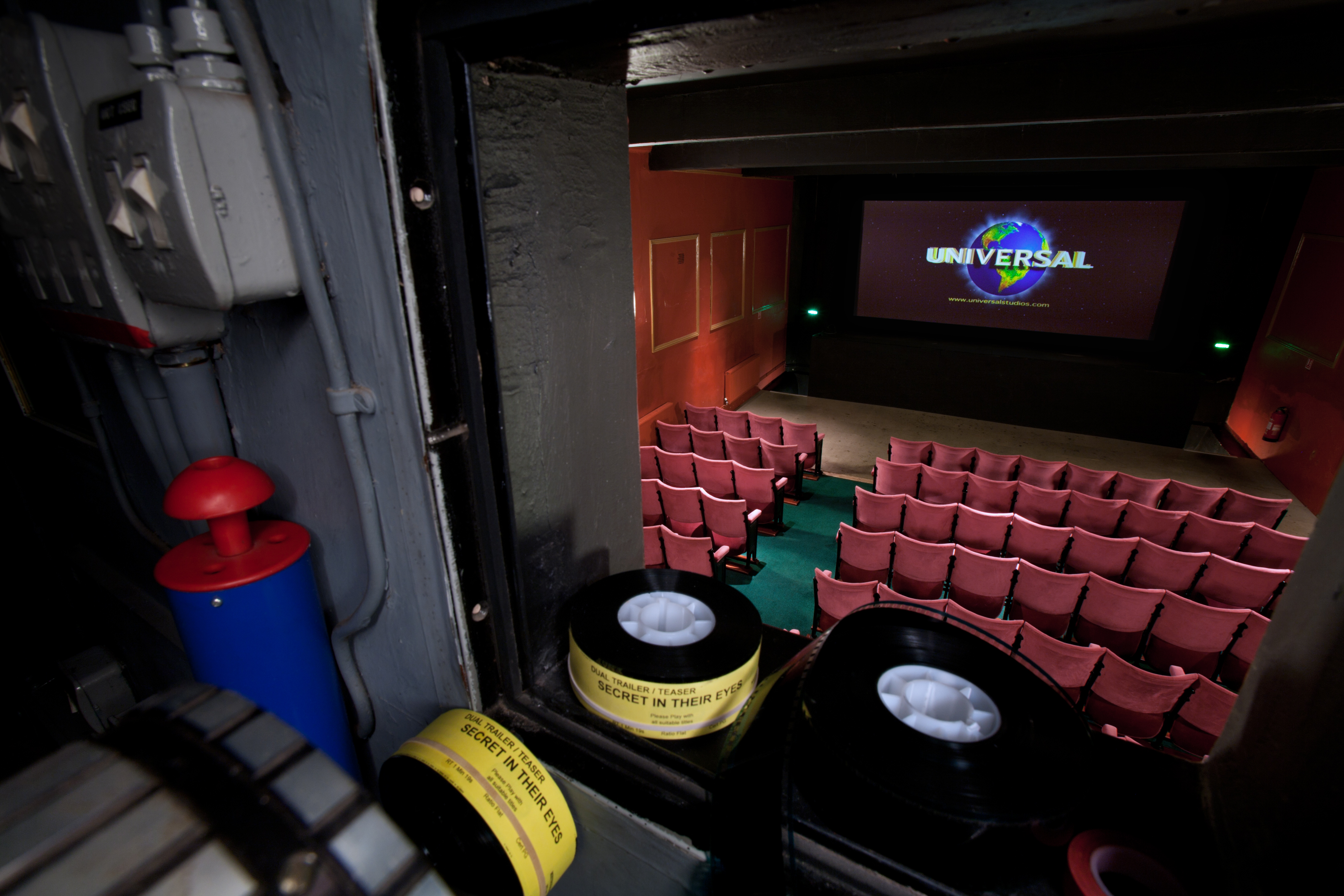
映写室から見た映画館

一般的に映画館運営会社（興行会社）などによって運営され、顧客にチケットを買ってもらい入場させ映画を見せ、会社はそのチケットの売り上げによって利益を得るという形をとる。
他方、上映用フィルムの配給元となった配給会社に対し、定額ないしチケット売り上げ額に対する一定割合（映画によって変動あり）の額を、「フィルム貸し料」として支払う。これが映画館の経費の多くを占める。
日本では、厚生労働省が監督官庁であり、直接的には所在する都道府県又は市が設置している保健所の監督を受ける。また、都道府県ごとに、生活衛生関係営業の運営の適正化及び振興に関する法律に基づく興行生活衛生同業組合（これには、映画館以外に演芸場や貸しホール等も加盟している）を組織している。なお、この組合はあくまで任意加盟である。例えば、シネマコンプレックス（シネコン）がオープンする際に、地元の既存映画館と対立するケースもあり、その結果、そのシネコンは組合に未加盟のままとなっている例もある。
映画館の設置にあたっては、興行場法に基づき都道府県知事の許可が必要となっている。また、建築基準法による用途規制により、映画館は客席の面積が200平方メートル以上10000平方メートル未満である場合には近隣商業地域、商業地域、準工業地域でのみ設置できる。200平方メートル未満であれば準住居地域でも設置できる。映画館の規模によっても違うが、一般的に劇場内部には1スクリーンあたりおよそ80～600席の座席が設置されている。1スクリーン当たりの平均的な客席数は、300席未満の映画館が多い。
映画を鑑賞するための入場券は前売り・ないし当日券という形で販売される。前売り券の場合は多少の割引や、非売品の記念品が付属するなどの特典が付くことが多い。金券ショップに持ち込まれたものを購入することも出来るが、トラブルが皆無という訳ではないので、そのような店での入場券の購入の際には注意が必要である。また、夜間上映などの時間帯・ないし学生割引・レディースデー・「映画の日」（本来の記念日としては12月1日だが、現在では多くの都道府県において毎月初頭1日に「映画サービスデー」として拡大されている）・シニア割引など、様々な割引制度が実施されている（詳細については、映画料金割引の項を参照）。身体障害者手帳、療育手帳（知的障害者向け障害者手帳）、精神障害者保健福祉手帳（手帳表紙には「障害者手帳」と書かれている）を持っている障害者は窓口に当該手帳を提出すると、映画館によっては当該障害者及び同伴の介護者の入場料金を割引く。
映画館の受付ロビーには、上映中の作品や次回上映予定の作品のポスター・上映日程・時間帯などが示されている。これらや新聞広告・TVCMなどの情報を元に、観客は自分が鑑賞したい作品のスケジュールを知り、後日に映画館に足を運ぶ段取りとなる。また、映画館によっては、上映作品の販売状況などが、空席があるのか満席かなどが受付の電光掲示板ないしインターネットのウェブサイトなどで確認出来る場合がある。
日本の映画人口が減少期に入った1960年代後半以降、多くの映画館では流し込み制（一度入場すれば、途中退出しない限り、最終回の上映終了まで、何度でも鑑賞可能）を採用してきた。しかし、近年主流となっているシネコンやミニシアターでは入れ替え制を採用しており、チケットに指定された回の上映が終わった後は、観客は速やかに劇場から退場しなくてはならない。
いずれの方式においても、入口を出た後の再入場は基本的に許可されていない（流し込み制であれば、改めて入場料が必要）が、トイレや自動販売機・売店などが館内に設置されていない等の事情により、入場時の半券を提示することで、その半券記載の上映時間内であれば許可するシステムをとる館もある。
客席外通路などでパンフレットが、ときに関連グッズも販売されることもある。
封切初日などには、出演者や監督などが舞台上に立ち、観客に対して「舞台挨拶」をおこなうこともある。
シネコン、ミニシアター共に午前中のみの上映（モーニングショー）や夜間上映（レイトショー）などで公開作品数を増やす試みが浸透している。

#### 上映制度の分類
下記の上映制度（映画鑑賞システム）の分類は加藤幹郎著『映画館と観客の文化史』による。
- 流し込み制 - 別名、詰め込み満員立ち見方式。観客は自分の好きな時間に、（映画の途中でも）劇場に入退場可能な方式。定員を越えた観客は立ち見を余儀なくされる。
- 定員交流制 - 観客の途中入退場は認めるが、定員以上を劇場内に入れないので、全ての観客の椅子は必ず確保される方式。流し込み制と毎回定員入替制の折衷案。
- 指定席入替制 - 多少割高な入場料金を払うことで、必ず指定席に座ることができる方式。連れの客がいる場合に好評だった。
- 毎回定員入替制 - 全ての観客が椅子に座って映画を鑑賞することが可能な方式。

#### 日本の成人向け映画館
日本においては1960年代前半から日本独特のジャンルであるピンク映画を上映する映画館が現れ始めた。ピンク映画、日活ロマンポルノ、同性愛者向けのゲイポルノなど日本独特の成人映画が製作されている。また、1990年ごろまでは「洋ピン」と呼ばれる、海外のポルノ映画を日本の基準に修正した映画も公開されていた。日本で製作された成人映画および洋ピンは、映倫によってすべて成人指定（現在のR18指定）を受けた事から、これらを上映する映画館は「成人映画館」（縮めて成人館とも）と呼ばれる事が多い。その後、レンタルビデオ店が繁盛するにつれて、こうした成人向け映画館は廃れていった。ただし、性的な映像の市場としてはアダルトビデオやDVD、インターネットによる動画配信が主流となった今日でも、成人映画館は都市部の片隅に少数ながら存続している。また、ダンス・ショーなどのライヴ・パフォーマンスにより、観客との交流が活発に行われているのも大きな特徴である。

### 日本の映画興行会社
映画館を興行する会社の一覧を以下に掲載する。

#### 日本の大手映画会社一覧
映画配給会社系列、または全国展開している独立系興行会社とその関連会社である。
- 東宝系
  - TOHOシネマズ株式会社（TOHOシネマズ、札幌シネマフロンティア）  - シネマコンプレックス、従来館
  - 関西共栄興行株式会社（松江東宝5）  - シネマコンプレックス、従来館
  - オーエス株式会社（OSシネマズ）  - シネマコンプレックス、従来館
- 松竹系
  - 株式会社松竹マルチプレックスシアターズ（MOVIX、丸の内ピカデリー、東劇他） - シネマコンプレックス、従来館
- 東映系
  - 株式会社ティ・ジョイ（T・ジョイ、バルト、ブルク他）  - シネマコンプレックス
- イオングループ
  - イオンエンターテイメント株式会社（イオンシネマ）  - シネマコンプレックス
  - イオンリテール株式会社（イオンファミリーシアター能代、イオンスペースシネマ野田）  - 従来館
- ローソン（ローソンHMVエンタテイメント・ユナイテッドシネマ・ホールディングス）傘下
  - ユナイテッド・シネマ株式会社（ユナイテッド・シネマ、シネプレックス）  - シネマコンプレックス、ミニシアター
- 株式会社東急レクリエーション（109シネマズ、ムービル）  - シネマコンプレックス、従来館
- 株式会社コロナワールド（コロナシネマワールド） - シネマコンプレックス
- 佐々木興業株式会社（シネマサンシャイン）  - シネマコンプレックス
  - 株式会社ディノスシネマ（ディノスシネマズ）  - シネマコンプレックス、従来館
- 東京テアトル株式会社（テアトル、シネ・リーブル、ヒューマントラストシネマ他）  - ミニシアター、従来館

### 日本の主な独立系映画館一覧

#### 北海道地方
- 株式会社キノ（シアターキノ）  - ミニシアター
- 株式会社アールディ（マッシブシアター） - 成人映画館
- 株式会社太陽グループ（シネマ太陽函館、シネマ太陽帯広）  - シネマコンプレックス、従来館
- 有限会社アイリス（シネマアイリス）  - ミニシアター
- NPO法人ゆうばりファンタ（アディーレ会館ゆうばり）  - 貸館
- 有限会社シネマ・トーラス（シネマ・トーラス）  - ミニシアター
- 最北シネマ株式会社（T・ジョイ稚内）  - 従来館
- NPO法人ふらの演劇工房（富良野演劇工場） - 貸館
- 株式会社えいれんしゃ（新千歳空港シアター）  - 従来館
- 三上興行株式会社（大黒座） - ミニシアター

#### 東北地方
- 株式会社奈良屋劇場（シネマディクト）  - ミニシアター
- 有限会社シネマセンター（シネマヴィレッジ8・イオン柏、青森松竹アムゼ）  - シネマコンプレックス、従来館
- アプリー商事（テアトル弘前） - 成人映画館
- 南部興行（ルミエール、盛岡ピカデリー）  - シネマコンプレックス、従来館
- 株式会社中央映画劇場（盛岡中劇） - 従来館
- フォーラムシネマネットワーク（フォーラム、チネ・ラヴィータ）  - シネマコンプレックス、従来館、ミニシアター
  - 株式会社フォーラム運営委員会
  - 株式会社フォーラムマルチプレックスシアターズ
- 有限会社一関東映劇場（一関シネプラザ） - ミニシアター
- 台町ティ・エム・シー株式会社（シネマ・リオーネ古川）  - シネマコンプレックス
- 株式会社MOVIE ON（MOVIE ONやまがた）  - シネマコンプレックス
- 株式会社まちづくり鶴岡（鶴岡まちなかキネマ）  - ミニシアター
- 東日本映画株式会社（郡山テアトル） - 従来館
- 株式会社世界館（ポレポレシネマズいわき小名浜、まちポレいわき）  - シネマコンプレックス

#### 関東地方
- 簱興行株式会社（シネスイッチ銀座）  - ミニシアター
- 株式会社ヒューマックスシネマ（HUMAXシネマズ）  - ミニシアター、シネマコンプレックス
- 独立行政法人国立美術館（東京国立近代美術館フィルムセンター）   - シネマテーク
- 株式会社インフィールド（UDXシアター）  - 貸館
- 株式会社小学館（神保町シアター）  - 名画座
- 岩波不動産株式会社（岩波ホール）  - ミニシアター
- 株式会社角川書店（角川シネマ）  - ミニシアター
- アテネ・フランセ文化事業株式会社（アテネ・フランセ文化センター）   - シネマテーク
- 株式会社プリンスホテル（T・ジョイPRINCE品川）  - シネマコンプレックス
- 株式会社エスピーオー（シネマート新宿）  - ミニシアター
- 大蔵映画株式会社（目黒シネマ、上野オークラ劇場、横浜光音座）  - 名画座、成人映画館
- 東興映画株式会社（吉祥寺プラザ）  - 従来館
- 有限会社シネマアベニュー（下高井戸シネマ）  - 名画座
- 合同会社トリウッド（トリウッド） 下北沢トリウッド - ウェイバックマシン - 短編映画館
- 松竹映画劇場株式会社（早稲田松竹）  - 名画座
- 武蔵野興業株式会社（新宿武蔵野館、シネマカリテ）  - ミニシアター
- 昭和興業株式会社（K's cinema）  - ミニシアター
- 有限会社ポレポレタイムス社（ポレポレ東中野）  - ミニシアター
- 株式会社パルコ（シネクイント・ホワイトシネクイント）  - ミニシアター
- 株式会社ダッサイ・フィルムズ（シネマヴェーラ渋谷）  - 名画座
- 有限会社ユーロスペース（ユーロスペース）  - ミニシアター
- 特定非営利活動法人映画美学校（オーディトリウム渋谷）  - ミニシアター
- 株式会社ダゲレオ出版（シアター・イメージフォーラム）  - ミニシアター
- 株式会社東急文化村（ル・シネマ）  - ミニシアター
- 有限会社アップリンク（アップリンク・ファクトリー、アップリンクX、アップリンク吉祥寺パルコ）  - ミニシアター
- 株式会社酒井コーポレーション（シネロマン池袋） - 成人映画館
- 株式会社ロサ映画社（シネマ・ロサ）  - 従来館
- 株式会社マルハン（新文芸坐）  - 名画座
- 株式会社ラピュタ（ラピュタ阿佐ヶ谷）  - 名画座
- フジ産業株式会社（船堀シネパル）  - 従来館
- 公益財団法人東京都歴史文化財団（東京都写真美術館ホール）   - シネマテーク
- 有限会社東京芸術センター（東京芸術センターシネマブルースタジオ）  - 名画座
- シネマシティ株式会社（立川シネマシティ、CINEMA・TWO）  - シネマコンプレックス
- 東亜興行株式会社（吉祥寺オデオン）  - 従来館
- 株式会社チャス（シネマネコ）ミニシアター
- アート&サイエンス株式会社（ストレンジャー）ミニシアター
- 株式会社相鉄ビルマネジメント（港南台シネサロン）  - 従来館
- 神奈川県民共済生活協同組合（県民共済シネマホール）  - 名画座（組合員限定）
- 株式会社エデュイットジャパン（シネマ・ジャック&ベティ）  - 名画座、ミニシアター
- 有限会社横浜シネマリン（横浜シネマリン）  - ミニシアター
- 株式会社チネチッタ（チネチッタ）  - シネマコンプレックス
- 公益財団法人川崎市生涯学習財団（川崎市市民ミュージアム）  - シネマテーク
- 公益財団法人川崎市文化財団（川崎市アートセンター）  - ミニシアター
- 公益財団法人川喜多映画記念文化財団（鎌倉市川喜多映画記念館）  - シネマテーク
- 映像機器システム社（あつぎのえいがかんkiki）  - ミニシアター
- 千葉興行株式会社（USシネマ、千葉劇場）  - シネマコンプレックス、ミニシアター
- 株式会社イウォレ京成（京成ローザ10）  - シネマコンプレックス
- 株式会社イクスピアリ（シネマイクスピアリ）  - シネマコンプレックス
- 株式会社ティーケーピー、株式会社キネマ旬報社（キネマ旬報シアター）  - 名画座、従来館
- サンモールシネマ合同会社（旭サンモールシネマ）  - シネマコンプレックス
- NPO法人プレイグランド（川越スカラ座）  - ミニシアター
- 鷹の羽興業株式会社（シネティアラ21）  - シネマコンプレックス
- NPO法人市民シアター・エフ（深谷シネマ）  - ミニシアター
- 有限会社T.R.E.（土浦セントラルシネマズ）  - 従来館
- 笠間商業開発株式会社（笠間ポレポレホール）  - 従来館
- 株式会社プラザヒカリ（宇都宮ヒカリ座）  - 従来館
- 有限会社銀星会館（シネマハーヴェスト、小山シネマロブレ）  - シネマコンプレックス
- 茂木文化映画劇場（もぴあホール） - 従来館
- 一般財団法人前橋市まちづくり公社（前橋シネマハウス）  - 名画座
- NPO法人高崎コミュニティシネマ（シネマテークたかさき）  - ミニシアター
- 株式会社GENDA GiGO Entertainment（シネマサンライズ）  - 従来館

#### 中部地方
- 有限会社新潟市民映画館（新潟シネ・ウィンド）  - ミニシアター
- 金子興業株式会社（JMAX THEATER）  - シネマコンプレックス
- 街なか映画館再生委員会（高田世界館）  - 名画座（不定期上映）
- 中谷商事株式会社（長野グランドシネマズ）  - シネマコンプレックス
- 株式会社ALL..オール（シネマポイント） - ミニシアター
- 長野映画興業株式会社（長野松竹相生座・長野ロキシー）  - 従来館
- 有限会社松本興行（長野千石劇場）  - 従来館
- 株式会社北原（松本シネマライツ）  - シネマコンプレックス
- NPO法人上田映劇（上田映劇、トラゥム・ライゼ）  - 従来館
- 株式会社岡谷スカラ座（岡谷スカラ座）  - シネマコンプレックス
- 有限会社常磐興業（飯田トキワ劇場）  - 従来館
- 有限会社千劇（飯田センゲキシネマズ）  - 従来館
- タバタ映画有限会社（伊那旭座）  - 従来館
- 株式会社塩尻劇場東座（塩尻東座）  - 従来館、名画座
- 株式会社アメニティーズ（アムシネマ）  - シネマコンプレックス
- 株式会社井上（アイシティシネマ）  - シネマコンプレックス
- 中央興業株式会社（シアターセントラルBe館）  - 従来館
- 塩山シネマ（塩山シネマ） - 従来館（土日のみ営業）[20]
- 株式会社サールナートホール（静岡シネ・ギャラリー）  - ミニシアター
- 日映株式会社（静岡東宝会館、シネ・プレーゴ）  - シネマコンプレックス
- 静活株式会社（シネシティザート、シネプラザサントムーン）  - シネマコンプレックス
- 株式会社浜松市民映画館（シネマイーラ）  - ミニシアター
- 有限会社松本興行（シネマハウス新映） - 成人映画館
- 東部事業株式会社（ジョイランドシネマ）  - シネマコンプレックス、従来館
- 株式会社名古屋三越（三越映画劇場）  - 二番館
- 有限会社シネマスコーレ（シネマスコーレ）  - ミニシアター
- NPO法人大須シネマ（大須シネマ） - ミニシアター
- 中日本興業株式会社（ミッドランドスクエアシネマ）  - シネマコンプレックス
- （中村映劇）  - 成人映画館
- スターキャット・ケーブルネットワーク株式会社（伏見ミリオン座、センチュリーシネマ）
- 木村商事ユニオン劇場（春日井ユニオン劇場） - 成人映画館
- 有限会社プラザ知立（刈谷日劇）  - ミニシアター
- 合資会社三河興行社（鶴城映劇） - 成人映画館
- 岐阜土地興業株式会社
  - （シネックスマーゴ） - シネマコンプレックス
  - （CINEX  - シネマコンプレックス
  - （ロイヤル劇場） - 名画座
- 玉木興業有限会社（朝日映画劇場） - 成人映画館
- ロッポニカ四日市（ロッポニカ四日市） - 成人映画館
- （伊勢進富座）  - ミニシアター
- アサヒ興業株式会社（松阪大映劇場） - 成人映画館
- 株式会社まちづくりとやま（フォルツァ総曲輪）  - ミニシアター
- 有限会社シネモンド（シネモンド）  - ミニシアター
- 株式会社メトロ会館（メトロ劇場）  - ミニシアター
- 伊井興行（テアトルサンク）  - 従来館

#### 近畿地方
- 株式会社きんえい（あべのアポロシネマ）  - シネマコンプレックス
- 東京テアトル株式会社（シネ・リーブル梅田、シネ・リーブル神戸）  - ミニシアター
- 有限会社第七藝術劇場（第七藝術劇場）  - ミニシアター
- 有限会社第七藝術劇場（シアターセブン）  - ミニシアター
- 株式会社ヌーヴォ（シネ・ヌーヴォ）  - ミニシアター
- 株式会社エスピーオー（シネマート心斎橋）  - ミニシアター
- プラネット映画資料図書館（プラネットプラスワン）  - シネマテーク、ミニシアター
- 株式会社松下商会（上六シネマ、新世界東映、日劇シネマ、日劇ローズ、福原国際東映、尼崎パレス） - 成人映画館
- ナニワサービス株式会社（新世界国際劇場、新世界国際地下劇場） - 名画座、成人映画館
- クレンツ映像株式会社（塚口サンサン劇場）  - 従来館、ミニシアター
- 株式会社関西都市居住サービス（シネ・ピピア）  - ミニシアター
- 一般社団法人元町映画館（元町映画館）  - ミニシアター
- 神戸興業株式会社（パルシネマしんこうえん）  - 名画座
- 株式会社ロイヤルオフィス（Cinema KOBE）  - 名画座
- 神戸プラネット（神戸映画資料館）  - シネマテーク
- 株式会社メルシーサービス（カナートホール）  - 従来館
- 株式会社コドルニス（ヱビスシネマ。）  - ミニシアター
- 有限会社オリオン（洲本オリオン） - 従来館
- 有限会社大饗興業（プラット赤穂シネマ、倉吉パープルタウン・シネマエポック）  - 従来館
- 公益財団法人京都文化財団（京都文化博物館）  - シネマテーク
- 宮崎興行株式会社（千本日活）  - 成人映画館
- 株式会社如月社（京都シネマ）  - ミニシアター
- （本町館）   - 成人映画館
- シマフィルム株式会社（福知山シネマ、舞鶴八千代館）  - 従来館
- 有限会社アレックス（アレックスシネマ）  - シネマコンプレックス、従来館
- 有限会社自由映画社（彦根ビバシティシネマ）  - 従来館
- 株式会社オー・エンターテインメント（ジストシネマ和歌山）  - シネマコンプレックス

#### 中国地方
- 福武観光株式会社（メルパ、ジョリー東宝）  - 従来館
- 有限会社シネマ・クレール（シネマ・クレール丸の内）  - ミニシアター
- 有限会社銀映劇場（広島横川銀映） - 成人映画館
- 新広島興業（横川シネマ!!）  - ミニシアター
- 清水興業株式会社（的場シネマ、有楽座）  - 成人映画館
- 株式会社序破急（八丁座、サロンシネマ）  - ミニシアター
- 財団法人広島市未来都市創造財団（広島市映像文化ライブラリー）  - シネマテーク
- NPO法人シネマ尾道（シネマ尾道）  - ミニシアター
- 株式会社フューレック
  - （エーガル8シネマズ） - シネマコンプレックス
  - （シネフク） - 従来館 - 2014年8月31日閉館
  - （福山駅前シネマモード） - ミニシアター
- 有限会社世界館（鳥取シネマ）  - 従来館
- 財団法人山口市文化振興財団（山口情報芸術センタースタジオC）  - シネマテーク
- 毎日興業株式会社
  - （シネマスクエア7） - シネマコンプレックス
  - （テアトル徳山、シネマ・ヌーヴェル）  - 従来館 - 2005年閉館
- NPO法人萩コミュニティシネマ（萩ツインシネマ）  - 従来館

#### 四国地方
- ユーフォーテーブル有限会社（ufotable CINEMA）  - ミニシアター
- 株式会社ソレイユ（ホールソレイユ・ソレイユ2）  - ミニシアター
- 有限会社石田興産（ロッポニカ高松） - 成人映画館
- （シネマルナティック）  - ミニシアター
- （高知あたご劇場） - 名画座

#### 九州地方
- 株式会社大洋映画劇場（中洲大洋映画劇場）  - 従来館
- 澄川興産株式会社（駅前パレス・ロマン） - 成人映画館
- 株式会社KBC UNIE（KBCシネマ）  - ミニシアター
- 福岡市総合図書館映像資料課（映像ホールシネラ） - シネマテーク
- 昭和興業株式会社（小倉昭和館）  - ミニシアター、名画座
- 株式会社倉名興行（小倉名画座） - 成人映画館
- セントラル観光株式会社（セントラルシネマ）  - シネマコンプレックス
- 有限会社69'nersFILM.（シアター・シエマ）  - ミニシアター
- 一般社団法人Karatsu Film Project（THEATER ENYA）  - ミニシアター
- 株式会社浦川商事（長崎セントラル劇場）  - ミニシアター
- 有限会社スバル興業（シネマボックス太陽）  - シネマコンプレックス
- 有限会社シネマパラダイス（桃劇場） - 成人映画館
- 三和文化企業株式会社（Denkikan）  - ミニシアター
- 本渡第一（本渡第一映劇）  - 従来館
- 合同会社チネ・ヴィータ（シネマ5）  - ミニシアター
- 合同会社南映（別府ニュー南映） - 成人映画館
- 有限会社おかむら（別府ブルーバード劇場）  - 従来館
- 日田シネマテーク・リベルデ（日田シネマテーク・リベルテ）  - ミニシアター
- 特定非営利活動法人宮崎文化本舗（宮崎キネマ館）  - ミニシアター
- 大東株式会社（シネポート） - 従来館
- 株式会社延岡シネマ（延岡シネマ）  - 従来館
- 株式会社天文館（天文館シネマパラダイス）  - シネマコンプレックス
- 一般社団法人鹿児島コミュニティシネマ（ガーデンズシネマ）  - ミニシアター
- 株式会社まちづくり鹿屋（リナシアター）  - ミニシアター
- 有限会社ブックス十番館（ブックス十番館シネマパニック）
- ザ・テラスホテルズ株式会社（スターシアターズ）  - シネマコンプレックス、ミニシアター
- 株式会社クランク（桜坂劇場）  - ミニシアター
- 有限会社シネマパニック（シネマパニック宮古島）  - 従来館
- ベイキャントストア・ピクチャーズ（シアタードーナツ・オキナワ） - ミニシアター

#### 近年に閉館した映画館
北海道
- テアトルプチ（東室蘭テアトルプチ） - 成人映画館 - 2013年閉館
- NPO法人CINEとかち（CINEとかちプリンス劇場）  - 2012年9月30日閉館
- 特定非営利活動法人コミュニティシネマきたみ（シアターボイス）  - 2013年4月6日閉館
- びばいシネマ（びばいシネマ2） - 閉館
- 有限会社電気館（名寄第一電気館） - 従来館 - 2014年閉館
- 株式会社札東映画劇場（札東映画劇場） - 成人映画館 - 2023年3月31日閉館

東北地方
- 渡辺興業社（常葉劇場） - 閉館
- （五所川原銀映） - 2003年8月31日閉館
- （シアタープレイタウン）  - 2012年12月24日閉館
- （小坂花園館）  - 2012年3月2日閉館
- みやこ映画生活協同組合（みやこシネマリーン）  - 従来館 - 2016年閉館
- 有限会社日活パール劇場（石巻日活パールシネマ） - 成人映画館 - 2017年閉館

関東地方
- 株式会社守田家興行部（日光劇場）  - 閉館
- （宝来多座）  - 閉館
- 株式会社サンピアスポーツ（シネマコレクション東金）   - 2013年4月7日閉館
- 山本商事株式会社（三軒茶屋中央劇場）  - 2013年2月14日閉館
- 東和企業株式会社（新橋文化劇場、新橋ロマン劇場）  - 名画座、成人映画館  - 2014年閉館
- 正栄地所株式会社（飯田橋くらら劇場） - 成人映画館  - 2016年閉館
- 泰和企業株式会社（シネマライズ）  - ミニシアター  - 2016年1月7日閉館
- ニュー八王子ビル株式会社（ニュー八王子シネマ）  - 従来館  - 2017年1月31日閉館
- 株式会社ビジュアルボイス（ブリリア・ショートショートシアター）  - 短編映画館  - 2017年12月2日閉館
- 三葉興業株式会社（渋谷シネパレス）  - 従来館  - 2018年5月27日閉館
- 株式会社横浜ニューテアトル（横浜ニューテアトル）  - ミニシアター  - 2018年6月1日閉館
- 株式会社デジタルワークスエンターテインメント（ココロヲ・動かす・映画館◯） - ミニシアター  - 2019年9月11日閉館
- 株式会社東京蒲田文化会館（蒲田宝塚・テアトル蒲田） - 従来館  - 2019年閉館
- 株式会社武蔵野映画劇場（吉祥寺バウスシアター）  - 従来館、ミニシアター  - 2014年6月10日閉館
- 株式会社ギンレイシネマックス（ギンレイホール）  - 名画座  - 2022年11月27日閉館
- 東映株式会社
  - （渋谷TOEI） - 従来館 - 2022年12月4日閉館
  - （丸の内TOEI） - 従来館 - 2025年7月27日閉館

中部地方
- 株式会社東映ムービル（三条東映）  - 1998年10月31日閉館
- 有限会社島活会館（島田文化） - 2013年頃閉館
- 株式会社マウント映画劇場（マウント映画劇場） - 2012年1月閉館
- 茅野映画劇場株式会社（茅野新星劇場）  - 従来館 - 2013年定期上映終了
- （高山旭座）  - 従来館 - 2014年閉館
- 有限会社新興商事（富山シアター大都会）  - シネマコンプレックス - 2017年閉館
- 有限会社有泉商事（テアトル石和）  - 従来館 - 2018年2月28日閉館
- 夢シネマ株式会社（十日町シネマパラダイス）  - ミニシアター - 2018年3月11日閉館
- 加賀産業株式会社（福井シネマ）  - 従来館 - 2018年9月10日閉館
- 株式会社サンプランニングス（トヨタグランド）  - 従来館 - 2019年4月14日閉館
- 株式会社キノシタ（キノシタホール）  - 名画座 - 2019年4月26日閉館
- （映劇大要） - 成人映画館 - 2019年8月22日閉館
- 株式会社駅前シネマ（駅前シネマ） - 成人映画館 - 2020年3月31日閉館
- 有限会社シネラマパワー（尾西シネラマパワー） - 成人映画館 - 2020年12月28日閉館
- 株式会社甲南劇場（甲南劇場）  - 従来館 - 2021年11月23日閉館
- 株式会社名演会館（名演小劇場）  - ミニシアター - 2023年3月23日閉館
- （名古屋シネマテーク）  - ミニシアター - 2023年7月28日閉館

近畿地方
- 大和興業株式会社（駅前名画座） - 成人映画館 - 2009年閉館
- 逢坂興業株式会社（テアトルA&P）2013年4月閉館、（新京極シネラリーベ）2013年2月15日閉館
- 株式会社松栄劇場（松栄劇場） - 2013年3月28日閉館
- 株式会社シネモザイク（シネモザイク）   - 2013年4月7日閉館
- 柏木興業（明石東宝） - 2013年9月24日閉館
- 有限会社豊中松竹（千里セルシーシアター） - 2014年8月閉館
- 樋口興行株式会社（トビタシネマ、飛田東映） - 2015年3月閉館
- 橋本土地興行株式会社（新世界日活） - 2015年9月閉館
- 吉岡興業株式会社（姫路大劇シネマ）  - 従来館、成人映画館 - 2015年11月8日閉館
- ハリマ企業株式会社（シネパレス山陽座）- 従来館 - 2016年閉館
- 宝来興業株式会社（淡路東宝）  - 従来館 - 2017年5月31日閉館
- 岡島興業株式会社（布施ラインシネマ）- シネマコンプレックス - 2020年2月29日閉館
- 株式会社有楽座（国名小劇） - 成人映画館 - 2021年11月30日閉館
- 東京テアトル株式会社（テアトル梅田） - 2022年9月閉館
- 巖本金属株式会社（京都みなみ会館）  - ミニシアター - 2023年9月30日閉館

中国地方
- 小野沢興行株式会社
  - （デジタルシアター江津中央） - 従来館 - 2008年6月13日閉館
  - （デジタルシアター益田中央） - 従来館 - 2008年8月31日閉館
- 株式会社呉興行倶楽部（呉ポポロ）  - 従来館 - 2011年4月閉館
- 小林興業株式会社（岩国ニューセントラル） - 2012年9月29日休館
- 下関商業開発株式会社（シアター・ゼロ）  - 従来館 - 2014年閉館
- （岡山日活） - 成人映画館 - 2019年12月閉館

四国地方
- 株式会社南映（高知小劇） - 成人映画館 - 2013年3月31日閉館
- 株式会社テイクワン（アイシネマ今治）  - ミニシアター - 2020年頃閉館

九州地方
- （八代駅前東映） - 成人映画館 - 2002年4月27日閉館
- NPO法人もっといいづか（飯塚シネマセントラル）  - 二番館 - 2015年3月26日閉館
- 中島商事有限会社（長崎千日劇場） - 成人映画館 - 2015年12月31日閉館
- 有限会社永田商会（鹿児島旭シネマ） - 成人映画館 - 2017年閉館
- 豊映文化産業有限会社（八幡有楽劇場） - 成人映画館 - 2019年6月閉館
- 石田興業株式会社（宮崎ロマン） - 成人映画館 - 2020年4月閉館

## 映画以外のサービス
パブリックビューイング
パブリックビューイング（もしくは、ライブビューイング）として、スポーツ観戦、演劇などを放映している。

## 映画館で発生した主な事件・火災
- 1932年（昭和7年）10月22日 - 石川県小松町の映画館で火災。周囲に延焼して1187戸が全焼。国鉄小松駅も焼失する被害にあった[23]。
- 1938年（昭和13年）1月1日 - 新潟県中魚沼郡十日町（現・十日町市）の十日町映画館崩壊事故。
- 1976年（昭和51年）10月28日 - 山形県酒田市の酒田大火 - グリーンハウスから出火。
- 1978年（昭和53年）8月19日 - イラン・アーバーダーン市内の映画館火災（en:Cinema Rex fire）
- 2012年（平成24年）7月20日 - アメリカ合衆国コロラド州オーロラのオーロラ銃乱射事件